# Universidad de Kuopio
La Universidad de Kuopio (del finés: Kuopion yliopisto) abreviatura KuY) está ubicada en la ciudad finlandesa de Kuopio, empezó su actividad en 1972 como Escuela Superior. El acta fundacional se aprobó en 1966, y la universidad comenzó a impartir clases en 1972. El nombre actual data de 1983.
La Universidad de Kuopio tiene una reputación internacional en los campos de la salud, el medio ambiente y el bienestar, y sus puntos más fuertes se encuentran en la biotecnología, las biociencias y la medicina molecular. Los últimos campos de especialización de la Universidad son administración de empresas y educación tecnológica.
La Universidad de Kuopio cumple el estándar de gestión de calidad ISO 9001:2000.

## Organización

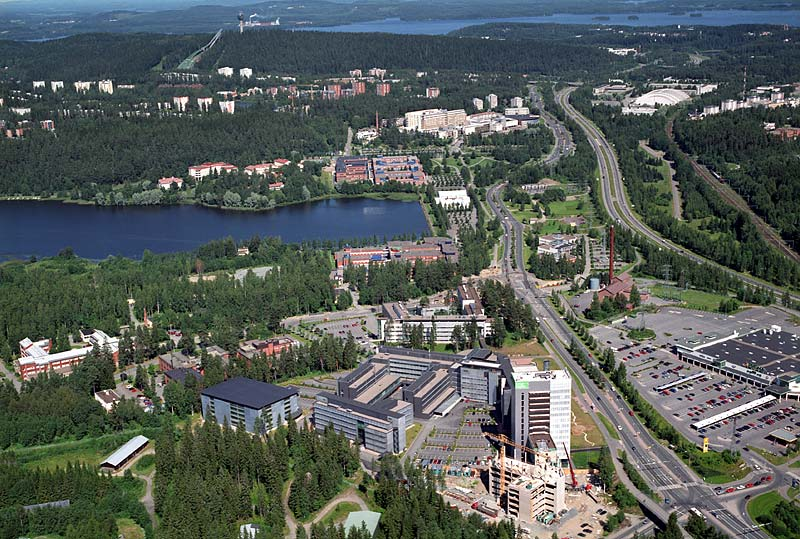
El campus de la Universidad de Kuopio (los edificios rojos) se encuentra en Savilahti.

La Universidad contiene cinco facultades:
- Empresariales y Tecnologías de la Información
- Medicina
- Ciencias Naturales y Medioambientales
- Farmacia
- Ciencias Sociales

El Instituto A. I. Virtanen de Ciencias Moleculares se puede comparar con las facultades de igual a igual. En total, hay 60 instituciones de enseñanza e investigación en las facultades, incluyendo 14 clínicas que operan en el Hospital Universitario de Kuopio.

## Federación universitaria
La Universidad de Joensuu y la Universidad de Kuopio formaron la Universidad de Finlandia Oriental (ISY) Itä-Suomen yliopisto a través de su fusión en enero de 2010.